# Умару Ярадуа
Умару Муса Ярадуа (на английски: Umaru Musa Yar'Adua; Кацина, 1951 г. – 5 май 2010, Абуджа) е нигерийски политик, президент на Нигерия от 29 май 2007 г. до 5 май 2010 г.
Ярадуа е член на Народната демократическа партия. Управител е на щата Кацина в Северна Нигерия от 29 май 1999 до 28 май 2007 година.
Полага клетва като президент на Федерална република Нигерия на 29 май 2007 година, заменяйки Олусегун Обасанджо (1999 – 2007). Негов заместник е вицепрезидентът Гудлък Джонатан. Умира на 5 май 2010 г. след тежко боледуване от перикардит.